# Día de la independencia (Georgia)

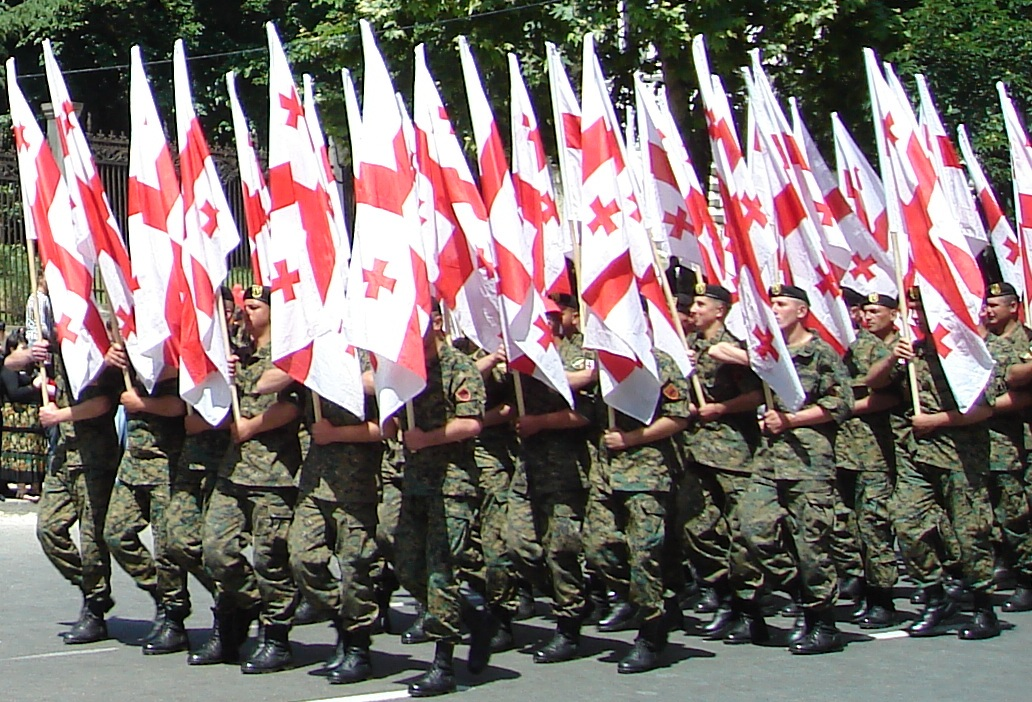
Soldados georgianos marchan en la Avenida Rustaveli, Tiflis por el día de la independencia en el 26 de mayo de 2008.

El Día de la Independencia o día nacional (en georgiano: დამოუკიდებლობის დღე, damoukideblobis dghe) es una fiesta anual en Georgia que se celebra el 26 de mayo. Conmemora la adopción, el 26 de mayo de 1918, del Acta de Independencia, que estableció la República Democrática de Georgia tras la Revolución Rusa de 1917. Es el día nacional de Georgia. El Día de la Independencia se asocia con desfiles militares, fuegos artificiales, conciertos, ferias y discursos y ceremonias políticas, además de otros actos públicos y privados que celebran la historia y la cultura de Georgia.

## Antecedentes
En el caótico período posterior a la Revolución Rusa de 1917, Georgia, que fue anexada por el Imperio Ruso desde principios del siglo XIX, se declaró como una República Democrática independiente el 26 de mayo de 1918, después de una unión federativa breve y laxa con los países compañeros del Cáucaso Sur: Armenia y Azerbaiyán.
En febrero-marzo de 1921 la República Democrática de Georgia cayó ante el ejército ruso invasor y el país se convirtió en una República Socialista Soviética, siendo anexionada a la Unión Soviética en 1922. Georgia se separó de la Unión Soviética, adoptando el Acta de Restablecimiento de la Independencia el 9 de abril de 1991, en el segundo aniversario de la represión militar soviética de una gran manifestación proindependentista en la capital de Georgia, Tiflis en 1989.
Debido a su simbolismo y significado histórico, los grupos asociados al movimiento nacional de la década de 1980 y el gobierno de Zviad Gamsakhurdia, que presidió la declaración de independencia el 9 de abril de 1991, han abogado por reconocer el 9 de abril como Día de la Independencia. Durante su gobierno (octubre de 1990 - enero de 1992), el gobierno de Gamsakhurdia había instituido el 26 de mayo como Día de la Independencia; la declaración del 9 de abril de 1991 afirmaba que se basaba en el Acta de Independencia del 26 de mayo de 1918. En el previo referéndum del 31 de marzo de 1991 también se había preguntado a los ciudadanos de Georgia si querían que se restableciera la independencia sobre la base de la declaración del 26 de mayo de 1918.
Desde 1993, el 9 de abril se celebra en Georgia el Día de la Unidad Nacional, la Concordia Cívica y el Recuerdo.

## Historia

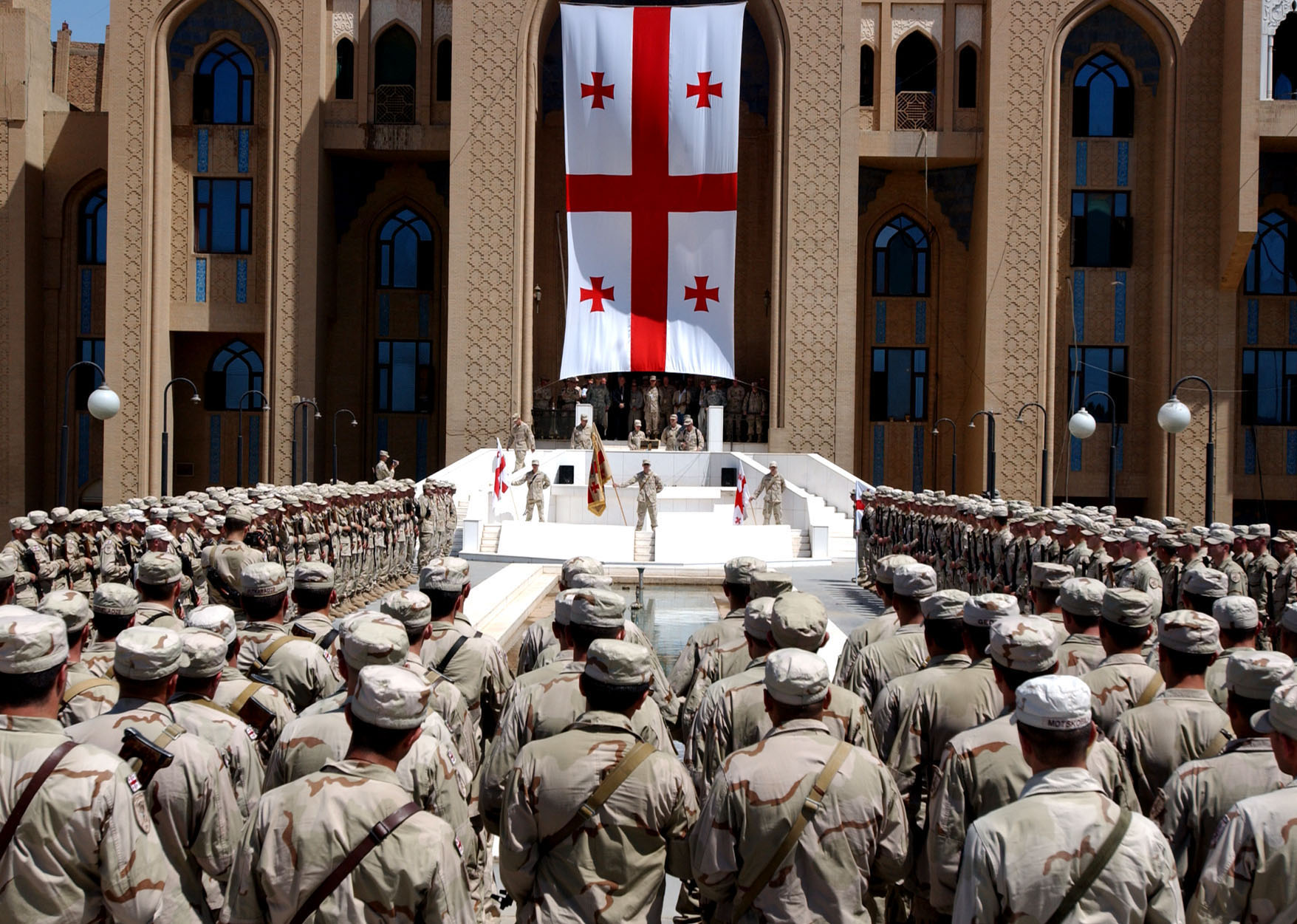
Tropas georgianas desplegadas en Irak celebran el Día de la Independencia en Bagdad el 26 de mayo de 2006

El 26 de mayo se había celebrado como el día nacional de la República Democrática de Georgia hasta la toma de posesión soviética en 1921. Durante la época soviética, fue observado de forma clandestina e irregular por los segmentos de la sociedad opuestos al régimen comunista. Cuando el movimiento nacional georgiano cobró impulso a finales de la década de 1980, los símbolos asociados a la efímera república pre-soviética se convirtieron en un grito de guerra para quienes abogaban por la independencia de la Unión Soviética. Tras la declaración de independencia de Georgia el 9 de abril de 1991, el gobierno fijó el 26 de mayo de 1991 las primeras elecciones presidenciales, que ganó Zviad Gamsakhurdia. Georgia se reunió el 26 de mayo del año siguiente con el nuevo gobierno dirigido por Eduard Shevardnadze; Gamsakhurdia había sido destituido en un golpe militar a principios de ese año. A la celebración del 26 de mayo de 1992 asistió un viejo conocido de Shevardnadze, James Baker. Ese día también se produjo una de las primeras manifestaciones importantes contra Shevardnadze en las calles de Tiflis.
Durante gran parte del gobierno de Shevardnadze, el Día de la Independencia fue una celebración civil. Desde 1997, el gobierno no organizaba desfiles militares, alegando dificultades financieras. El sucesor de Shevardnadze como presidente de Georgia, Mikheil Saakashvili, restableció, en 2004, la tradición de celebrar desfiles militares, que se utilizó como escenario para exhibir el nuevo equipamiento de las Fuerzas Armadas de Georgia. El 26 de mayo de 2004 se celebró el mayor desfile militar de la historia en Georgia.
Durante el segundo mandato de Saakashvili, las celebraciones del Día de la Independencia se vieron ensombrecidas por la inestabilidad política; en 2008 y 2009 grandes concentraciones de la oposición en el centro de Tiflis limitaron la magnitud de las celebraciones y en 2011 un intento de parte de la oposición de obstruir un desfile militar previsto para el 26 de mayo se saldó con víctimas mortales durante un enfrentamiento con la policía.
Después de que la coalición Sueño Georgiano accediera al poder en 2012, el componente militar de la celebración del Día de la Independencia se limitó a las ceremonias de juramento de los soldados georgianos y a las exhibiciones públicas de tecnología militar.

### Aniversarios notables
- 26 de mayo de 1918 - El Consejo Nacional de Georgia adopta el Acta de Independencia de Georgia.[1]
- 26 de mayo de 1920 - Los líderes de la Segunda Internacional asisten a la manifestación del Día de la Independencia en Tiflis como parte de su visita a Georgia.[21]
- 26 de mayo de 1921 - El nuevo gobierno bolchevique de Georgia marca el Día de la Independencia para celebrar la sovietización de Georgia, prohibiendo que las banderas nacionales de la derrocada República Democrática de Georgia sean exhibidas durante las celebraciones.[22]
- 26 de mayo de 1922 - Las fuerzas de seguridad soviéticas disuelven los mítines para celebrar el Día de la Independencia de Georgia en Tiflis y otros lugares de la RSS de Georgia.[23]
- 26 de mayo de 1989 - Los manifestantes independentistas se reúnen en Tiflis para celebrar el Día de la Independencia por primera vez desde 1922.[24]
- 26 de mayo de 1991 - Georgia celebra sus primeras elecciones presidenciales. Un desfile de la Guardia Nacional marca la primera celebración oficial del Día de la Independencia postsoviética.[25]
- 26 de mayo de 1992 - Las fuerzas de seguridad georgianas disuelven una concentración de partidarios del derrocado presidente Gamsakhurdia, mientras James Baker asiste a las celebraciones oficiales del Día de la Independencia.[8]
- 26 de mayo de 2004 - El nuevo gobierno de Georgia celebra el Día de la Independencia con el mayor desfile militar de la historia.[13]
- 26 de mayo de 2011 - La policía impide el intento de un partido de la oposición de bloquear el lugar de celebración de un desfile militar por el Día de la Independencia, con el resultado de cuatro muertos.[18]
- 26 de mayo de 2018 - Georgia celebra el centenario de la declaración de independencia de la Primera República de Georgia. Más de 20 delegaciones de alto nivel llegan para asistir al evento, entre ellas los presidentes de Polonia, Eslovaquia, Letonia, Finlandia, Armenia y la Comisión Europea.[26]
- 26 de mayo de 2021 - Georgia celebra el 30.º aniversario de la restauración de la independencia. Los restos del comandante en jefe de la República Democrática de Georgia Giorgi Kvinitadze fueron enterrados de nuevo con todos los honores militares en el Panteón de Mtatsminda de Tiflis el 26 de mayo.[27]

## Vídeos
- სამხედრო აღლუმი თბილისში. 1997 წელი